# Liste der Baudenkmale in Moorweg
In der Liste der Baudenkmale in Moorweg sind die Baudenkmale der niedersächsischen Gemeinde Moorweg und ihrer Ortsteile aufgelistet. Der Stand der Liste ist der 30. Januar 2021. Die Quelle der Baudenkmale ist der Denkmalatlas Niedersachsen.

## Allgemein
In den Spalten befinden sich folgende Informationen:
- Lage: die Adresse des Baudenkmales und die geographischen Koordinaten. Kartenansicht, um Koordinaten zu setzen. In der Kartenansicht sind Baudenkmale ohne Koordinaten mit einem roten Marker dargestellt und können in der Karte gesetzt werden. Baudenkmale ohne Bild sind mit einem blauen Marker gekennzeichnet, Baudenkmale mit Bild mit einem grünen Marker.
- Bezeichnung: Bezeichnung des Baudenkmales
- Beschreibung: die Beschreibung des Baudenkmales. Unter § 3 Abs. 2 NDSchG werden Einzeldenkmale und unter § 3 Abs. 3 NDSchG Gruppen baulicher Anlagen und deren Bestandteile ausgewiesen.
- ID: die Objekt-ID des Baudenkmales
- Bild: ein Bild des Baudenkmales, ggf. zusätzlich mit einem Link zu weiteren Fotos des Baudenkmals im Medienarchiv Wikimedia Commons. Wenn man auf das Kamerasymbol klickt, können Fotos zu Baudenkmalen aus dieser Liste hochgeladen werden:

## Moorweg

### Gruppe: Moorweg, Hofanlage Falkenhütte
Die Gruppe „Moorweg, Hofanlage Falkenhütte“ hat die ID 34603154.

| Lage                                     | Bezeichnung | Beschreibung                                                                                                  | ID       | Bild |
| ---------------------------------------- | ----------- | --- | -------- | ---- |
| Falknerweg 3 53° 35′ 41″ N, 7° 34′ 58″ O | Gulfhaus    | Kleines Gulfhaus, Ziegelbau mit Segmentbogenfenstern und Traufgesims, Bauzeit Ende 19. Jahrhundert            | 34613400 | BW   |
| Falknerweg 3 53° 35′ 40″ N, 7° 34′ 57″ O | Scheune     | Dem Gulfhaus vorgebaute kleine Scheune in Gulfkonstruktion mit ähnlichen Formen. Erbaut Ende 19. Jahrhundert. | 34613425 | BW   |